# Estação de Toyohashi
  Estação de Toyohashi (豊橋駅, Toyohashi-eki) é uma estação de trem na cidade de Toyohashi, província de Aichi.Passam por ela as linhas Tōkaidō Shinkansen, Linha principal Tōkaidō, Linha Iida [ja], Meitetsu.
A Estação de Toyohashi é a única estação na qual os passageiros podem fazer a troca de trens da linha JR e da linha Meitetsu sem passar pelas catracas.

## História
Foi inaugurada em 1 de Setembro de 1888, quando ficou completa a linha interligando as cidades de Hamamatsu e Obu, da Japanese Government Railways (JGR). Posteriormente, em 1895, a linha foi renomeada pra Tōkaidō Line (Tōkaidō Sen) e em 1909 para Linha principal Tōkaidō (Tōkaidō Hon Sen).

## Linhas
- JR Tōkai
  - Linha Tōkaidō Shinkansen
  - Linha principal Tōkaidō
  - Linha Iida [ja]
- Meitetsu
  - Linha Nagoya

## Plataformas
1-2    ■   Linha Iida [ja]   Para Toyokawa [ja], Iida [ja] e Tatsuno [ja]
3       ■   Linha Nagoya   Para Meitetsu-Nagoya [ja], Meitetsu-Gifu [ja], Shin-Unuma [ja] e Aeroporto Internacional de Chūbu
4       ■   Linha principal Tōkaidō   Para Nagoya, Gifu [ja], Ōgaki [ja] e Maibara [ja]

         ■   Linha Iida [ja]  Para Toyokawa, Iida e Tatsuno
5~8   ■   Linha principal Tōkaidō   Para Nagoya, Gifu [ja], Ōgaki [ja], Maibara [ja], Hamamatsu [ja] e Shizuoka [ja]
11-12  ■   Linha Tōkaidō Shinkansen   Para Shizuoka [ja] e Tokyo
13     ■   Linha Tōkaidō Shinkansen   Para Nagoya e Shin-Ōsaka [ja]

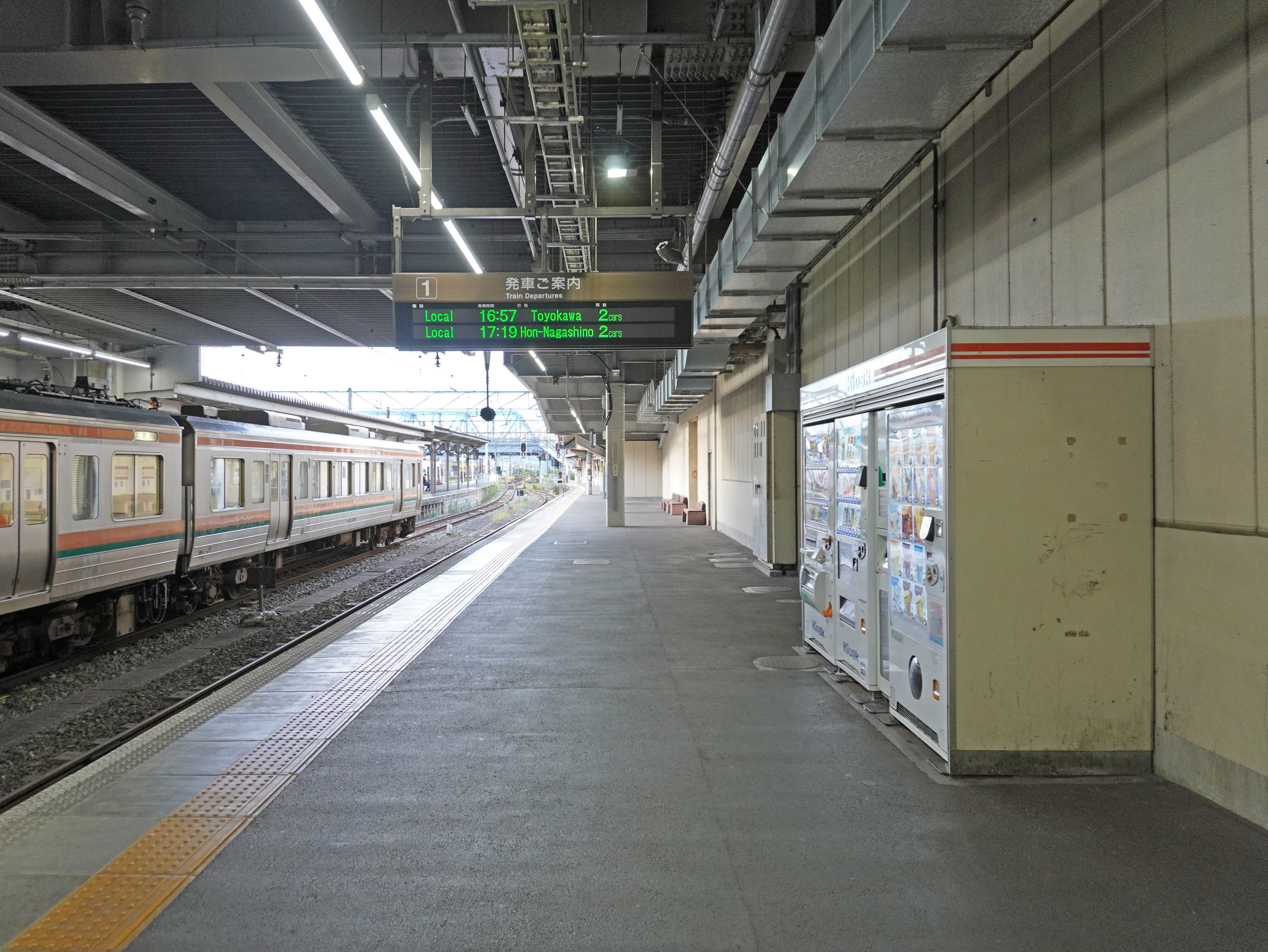
Plataforma 1
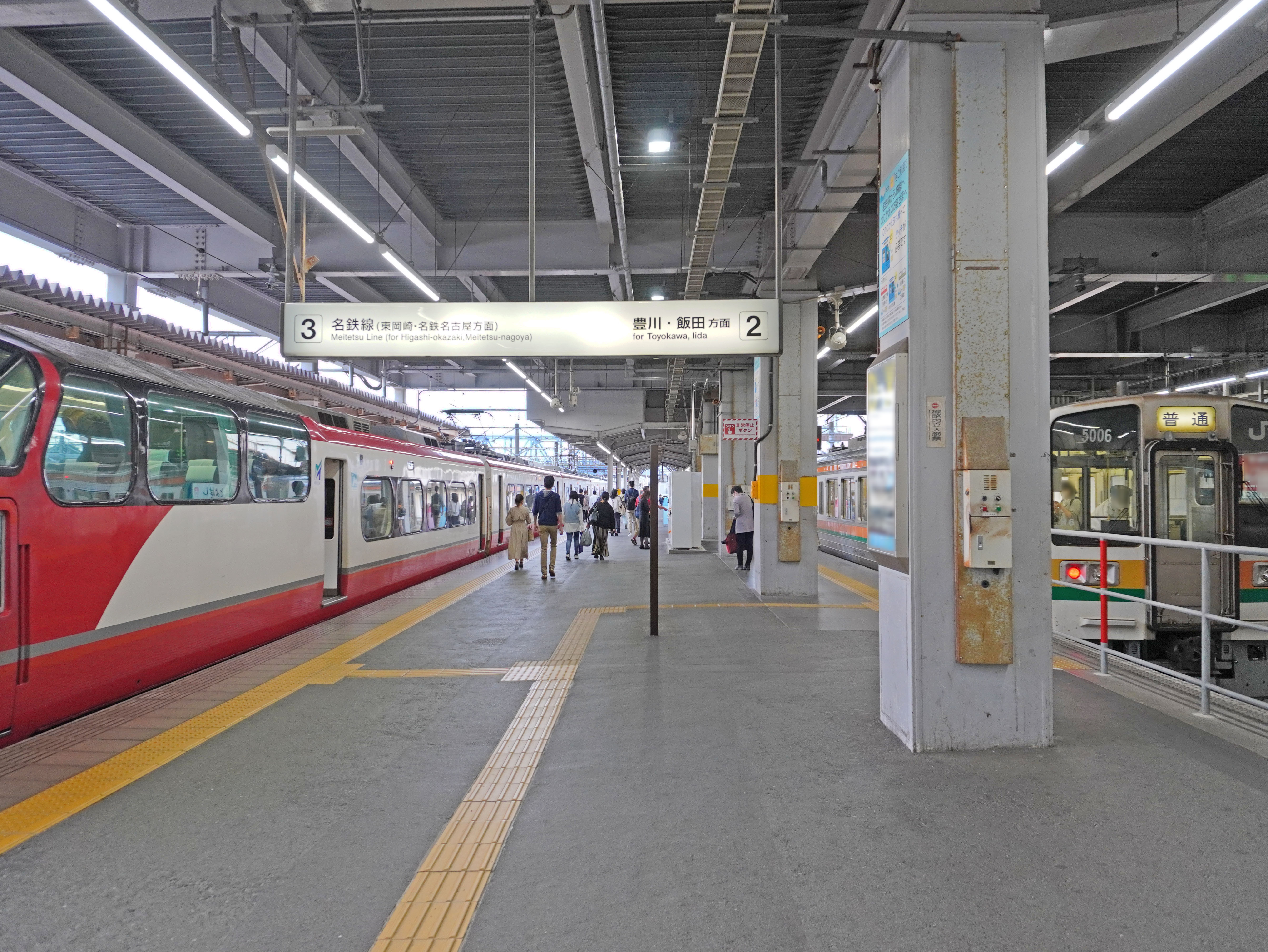
Plataforma 2,3
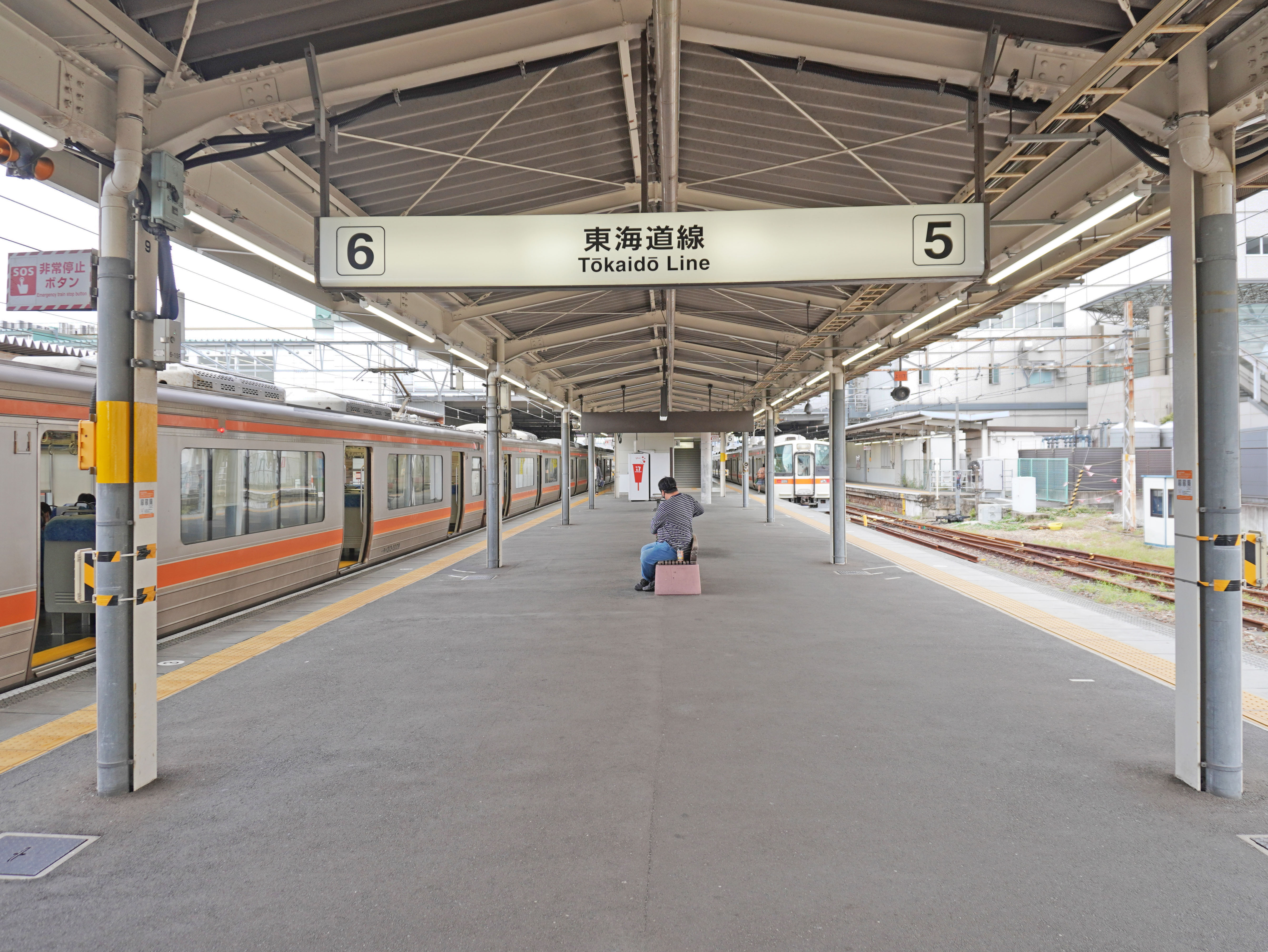
Plataforma 5,6
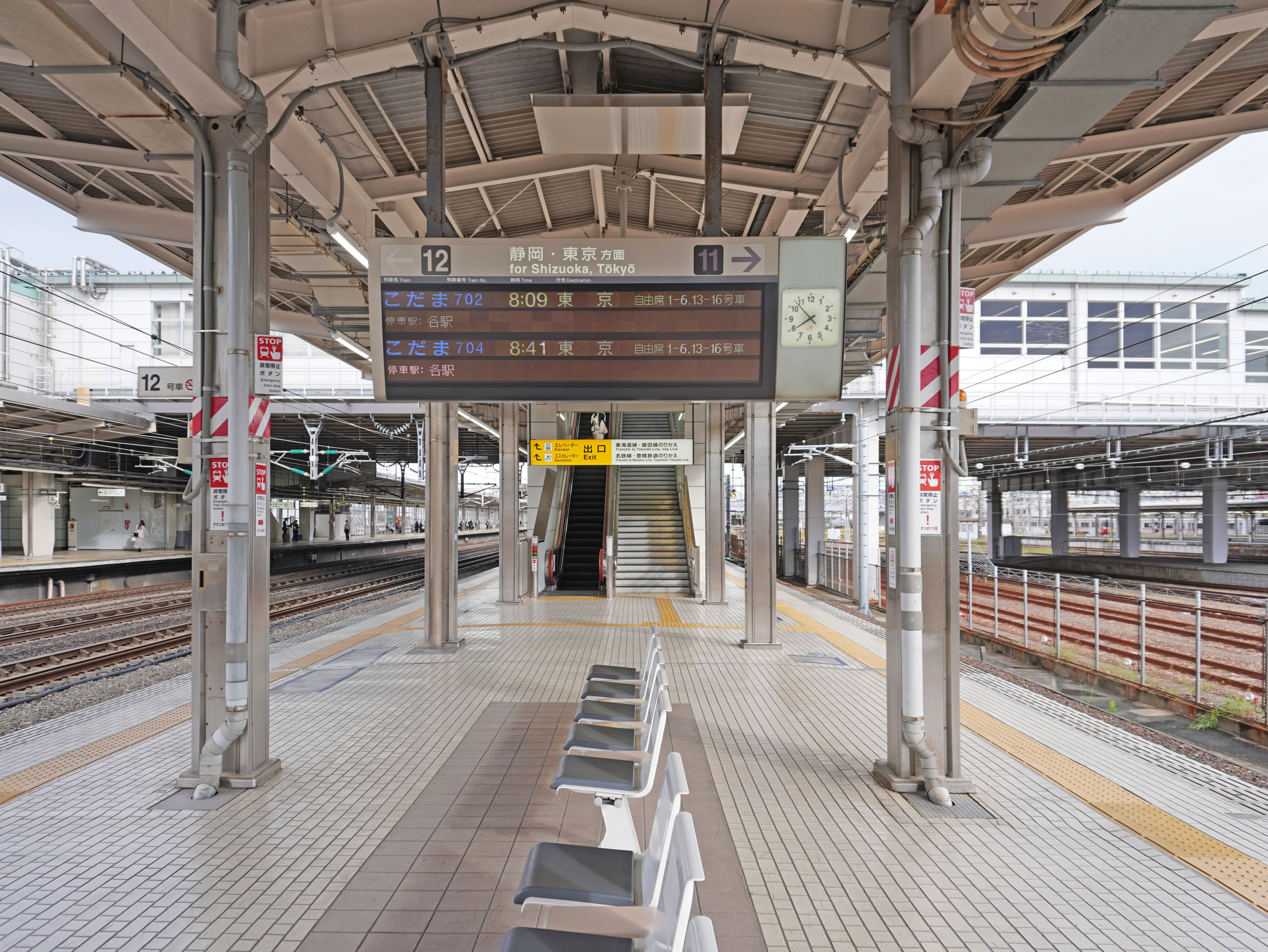
Plataforma 11,12
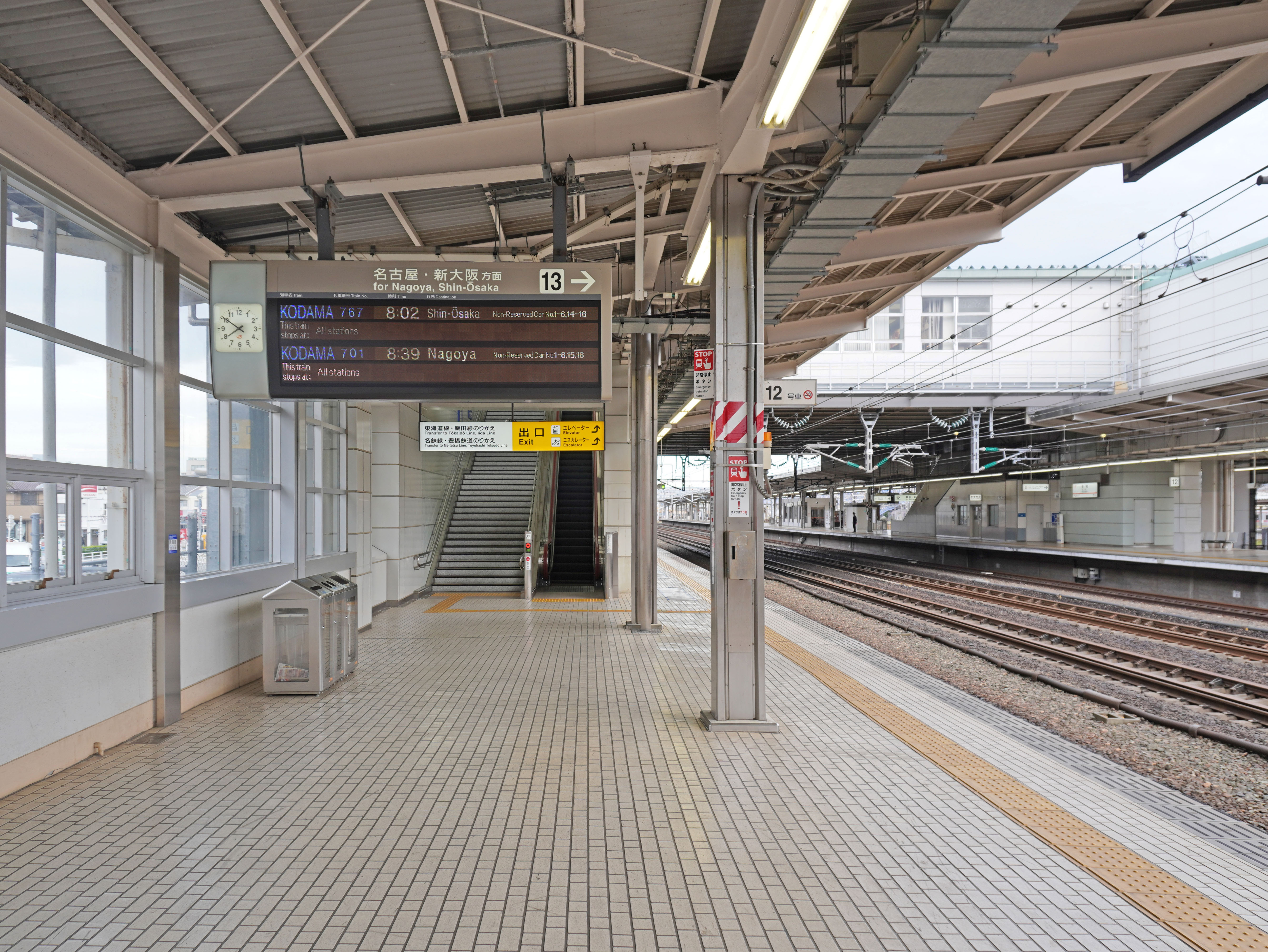
Plataforma 13

## Instalações ao redor da estação

### Saída leste
- HOTEL ARC RICHE TOYOHASHI [ja]
- Apa Hotel [ja]
- Toyoko Inn [ja]
- Toyohashi Arts Theatre PLAT [ja]
- Escola Preparatória Satélite Toshin [ja]
- Kawaijuku [ja]
- Museu do Futuro das Crianças [ja]
- Toyohashi City Matsuba Elementary School [ja]

### Saída oeste
- Hospital Memorial Narita [ja]
- Toyohashi City Hanei Elementary School [ja]